# Tania Pariona Tarqui

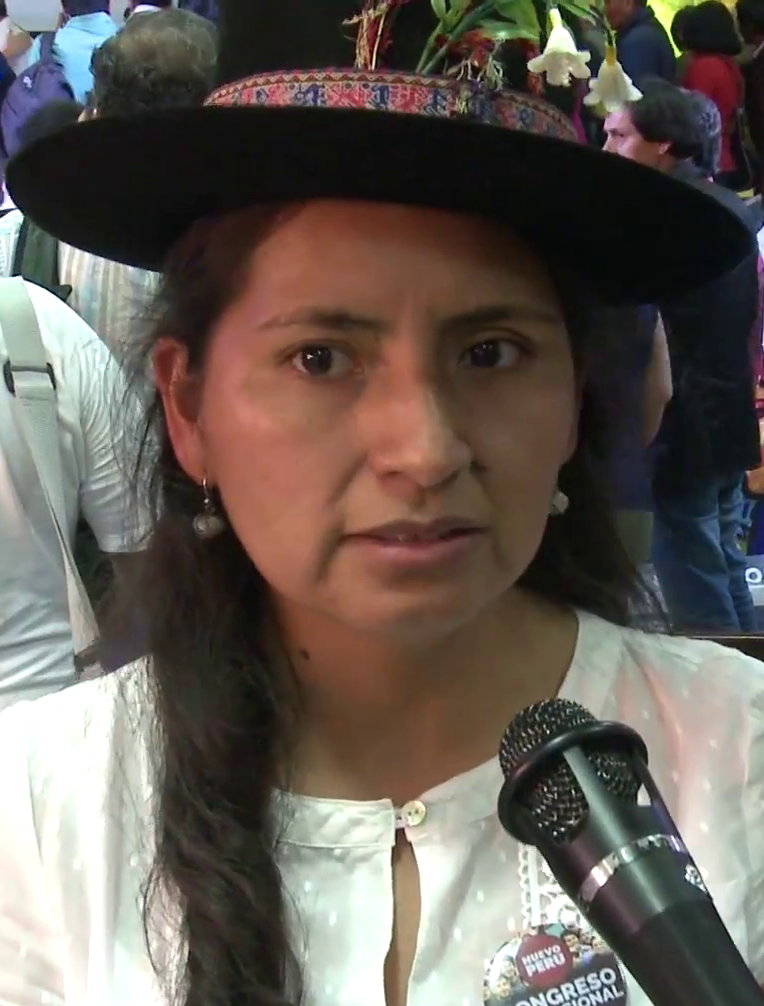
Tania Pariona Tarqui, 2017

Tania Edith Pariona Tarqui (* 1984 in Cayara, Provinz Víctor Fajardo, Region Ayacucho) ist eine peruanische Sozialarbeiterin, Quechua-Aktivistin, Menschen- und Frauenrechtlerin sowie Politikerin. Von 2016 bis 2020 war sie Abgeordnete im Kongress der Republik Peru, gewählt in Ayacucho für Frente Amplio por Justicia, Vida y Libertad.

## Leben
Tania Pariona wuchs in der Zeit des bewaffneten Konflikts in Peru in der Stadt Huamanga/Ayacucho auf, doch ging sie in ihrer Kindheit oft nach Cayara, um ihren Großeltern zu helfen. Als sie vier Jahre alt war, ermordeten Soldaten des peruanischen Heers 39 Menschen in ihrem Heimatdorf, nachdem Sendero Luminoso vier Soldaten erschossen hatte.
Mit zehn Jahren lernte Tania Pariona in Huamanga die mit dem von der Frauen- und Menschenrechtlerin Tarcila Rivera Zea geleiteten indigenen Verein Chirapaq verbundene Jugendorganisation Ñuqanchik kennen. Sie arbeitete auch mit in der Nationalen Bewegung der organisierten arbeitenden Kinder und Jugendlichen Perus (Movimiento Nacional de Niños y Adolescentes Trabajadores Organizados del Perú, MNNATSOP) und vertrat diese im Oktober 2002 in Rom vor der Jugendkommission des italienischen Parlaments.
In der Organisation Chirapaq arbeitete sie in verschiedenen indigenen Jugend- und Frauenprojekten auf nationaler und internationaler Ebene mit. Sie nahm auch an einem internationalen Expertentreffen über Fragen der Indigenen am Sitz der Vereinten Nationen in New York teil.
Tania Pariona studierte Sozialarbeit an der Universidad Nacional San Cristóbal de Huamanga bis 2009 und danach Menschliche Entwicklung an der Päpstlichen Katholischen Universität von Peru in Lima.
2016 wurde Tania Pariona als Kandidatin von Frente Amplio por Justicia, Vida y Libertad in der Region Ayacucho in den Kongress der Republik Peru gewählt. Bei der Übernahme des Abgeordnetenmandats schwor sie am 22. Juli 2016 auf Spanisch und Chanka-Quechua „für Cayara, Ayacucho und unsere Völker der Quechua, Aymara und Amazoniens, für ihre Würde und ihr Streben nach dem Guten Leben (allin kawsayta maskaspa), auf dass wir nie wieder Terrorismus irgend einer Art haben werden, weder subversiven noch Staatsterrorismus.“ Meistens trägt sie Tracht von Ayacucho, um ihre Quechua-Identität zu zeigen. Ihre Äußerungen und ihre Forderung nach juristischer Aufarbeitung und Entschädigung für Opfer des bewaffneten Konflikts riefen bereits zu Beginn der Legislaturperiode bei einigen politischen Gegnern heftige Reaktionen hervor. So wurde Tania Pariona auf einer Veranstaltung von Terroropfern im September 2016, 24 Jahre nach Gefangennahme des Sendero-Führers Abimael Guzmán von Angehörigen der politischen Rechten niedergebrüllt.
In ihrer parlamentarischen Arbeit widmet sie sich insbesondere den Rechten der indigenen Völker auf ihr Land gegenüber den staatlich geförderten Ansprüchen von Bergbauunternehmen, auf das Recht auf vorherige Anhörung in entsprechenden Fällen, das Menschenrecht auf Wasser und Entschädigungen für Opfer des bewaffneten Konflikts, ebenso gegen die Straffreiheit von Verantwortlichen für Verbrechen jener Zeit einschließlich der Zwangssterilisationen unter der Regierung Alberto Fujimori. Tania Pariona macht sich beim Thema der sexuellen Gewalt im bewaffneten Konflikt unter anderem dafür stark, dass nicht nur Vergewaltigungsopfer, sondern auch Frauen, die in anderer Weise sexuell misshandelt wurden, Entschädigungen erhalten.